# 교황 무류성
교황무류성(敎皇無謬性, 영어: Papal infallibility)은 교황이 전 기독교의 우두머리로서 신앙이나 도덕에 관하여 교황좌에서 장엄하게 결정을 내릴 경우(ex cathedra), 그 결정은 성령의 특은으로 보증되기 때문에 결단코 오류가 있을 수 없다고 하는 교리이다. 베드로에게 한 예수의 약속 덕분에, 교황이 그의 최고 권위에 호소할 때 "처음 사도 교회에 주어지고 성경과 전통에 전해지는" 교리에 대한 오류의 가능성으로부터 보호된다고 명시하고 있다.
무류성 교리는 1869년부터 1870년까지 열린 제1차 바티칸 공의회에서 교리적으로 정의되었다. 이 사상 자체는 교회가 지니는 네 가지 불가류권(不可謬權) 가운데 하나로 여겨지며 일부는 이 교리가 중세 신학에 이미 존재했다고 주장하였고, 반종교개혁 시기 당시 다수 의견이었다.
무류성의 원칙은 가톨릭 교리의 초석 중 하나에 의존한다. 교황은 로마 가톨릭 교회에서 공식적인 믿음으로 받아들여지는 것을 결정하는 통치 대리인으로서의 그의 권위에 달려 있다. 가톨릭교회는 무류성이 로마에서 그의 주교 권한의 자리에서 보편적 교회의 목사이자 스승으로서 말하고, "성 베드로의 후계자로서의 자격으로 교황이 발표한 '신앙 또는 도덕의 교리'임을 밝힌다.
1870년 7월 18일 바티칸에서 비오 9세에 의해 천명되었다. 1854년에 Ineffabilis Deus에 의해 선언된 무염시태 교리의 교황무류성 이후, 교황 비오 12세가 성모 승천을 믿을 교리로 정의함으로써 교황무류성이 선언되었다.

## 가톨릭 교회의 주장

### 교황무류성의 성립 조건
교황 무류성이라고 해서 결코 교황의 모든 발언이 그릇됨이 없다는 것은 아니다. 교황이 신앙과 윤리와 관련된 문제에 한해서 오랜 세월에 걸쳐 물려받은 전승을 충실히 고수하여 교황좌에서 엄숙하게 확정적 행위로 선언할 때에만 무류성이 성립한다. 또한, 교황좌에서의 선언일지라도 교회의 전통적인 가르침(성경이나 성전)과는 모순되지 말아야 한다. 여기서 교회의 전통적인 가르침은 ‘보편적 교도권’이라 부른다. 그리고 교황좌의 장엄 선언은 ‘장엄 교도권’이라 부른다. 즉, 아무리 신앙과 윤리에 대한 교황의 발언이라도 교회가 여태까지 지켜온 가르침에 어긋나거나 사적인 장소에서 개인적인 의견을 피력한 것 등은 교황좌로부터의 장엄 선언이 아니므로 무류성에 해당하지 않는다.
교황의 단독 선언이 무류하기 위하여 반드시 다음과 같은 조건들을 만족해야 한다.
- 교황이 한 사람의 신학자로서가 아닌, 세계 교회의 최고 목자이자 영적인 스승으로서 선언한다.
- 신앙이나 도덕의 문제에만 국한하며 그에 따라 지켜야 할 교리를 차례대로 절차를 밟아 진행한다.
- 그 발언이 교회의 가르침에 모순이 되어서는 안 된다.
- 이 가르침은 무류적이다 또는 반드시 믿어야 한다는 것이 분명하게 드러나야 한다.
- 미리 충실한 조사, 연구, 협의, 기도를 자주 거쳐 충분히 모두가 이해하여 변경의 여지가 없도록 완성한다.
- 성령이 부여한 사도적 권위를 가지고 공식적으로 선언한다. 이때 선언문은 ‘본인은 이에 관해 다음과 같이 결정을 내려 선언한다.’는 표현으로 시작한다.

또한, 무류성의 마지막 조건은 반드시 교황의 선언이 전 세계 모든 교회를 대상으로 하는 것이어야 한다. 즉, 교황이 공식적인 순서를 밟아 모든 교회를 향해 선포한 것이 아니라면 그 선언은 무류성이 있다고 볼 수 없다.
이처럼 교황은 무류한 존재라는 표현보다 교황의 교도권 행사는 일정한 조건을 따를 때 무류성을 지닌다는 표현이 옳다.
역사적으로 볼 때 이러한 권위를 통해 행사한 선언문에는 이러한 선언에 반대하는 자는 교회와 일치하지 않는 자라는 식의 표현을 부각시키는데, 이를 아나테마라고 한다. 예를 들어 무류성의 원칙에 따라 발표한 교황 비오 12세는 성모 승천에 대한 사도적 헌장 《지극히 자애로우신 하느님 (Munificentissimus Deus)》의 마지막 부분에 아래의 글을 추가하였다.
그러므로 만일 누가 하느님께서 밝혀주시고 본인으로부터 정의된 바를 거부하거나 그릇되게 의도적으로 의혹을 불러일으켜 물의를 빚게 된다면, 스스로 자신은 하느님과 로마 가톨릭교회의 신앙을 전적으로 배반하였다는 것을 명심해야 할 것이다.

### 교의적 발전
로마 가톨릭교회에서는 전통적으로 교황무류성이 신약성서에서 유래한다고 보고 있다.

### 성서적 근거
로마 가톨릭교회의 신학에 따르면, 아래와 같은 성서 구절이 교황의 교도권과 무류성의 근거라고 한다.
- 요한 1,42; 마르 3,16 (“예수가 시몬에게 베드로(히브리어로 케파)라는 이름을 붙여 주었다”)
- 마태 16,18 (“내가 이 반석 위에 내 교회를 세울 터인즉”; 마태 7,24-28 참조)
- 요한 21,15-17 (“내 어린 양들을 돌보아라.”/“내 양들을 돌보아라.”) (세 번 반복)
- 루카 10,16 (“너희 말을 듣는 이는 내 말을 듣는 사람이고, 너희를 물리치는 자는 나를 물리치는 사람이며, 나를 물리치는 자는 나를 보내신 분을 물리치는 사람이다.”)
- 루카 22,31-32 (“네 형제들의 힘을 북돋아 주어라.”)
- 사도 15,28 (“성령과 우리는 다음의 몇 가지 필수 사항 외에는 여러분에게 다른 짐을 지우지 않기로 결정하였습니다.”) (사도들이 성령을 통해 말하고 있다)
- 마태 10,2 (“열두 사도의 이름은 이러하다. 베드로라고 하는 시몬을 비롯하여…”) (베드로의 선두성)
- 마태 16,19 (“또 나는 너에게 하늘나라의 열쇠를 주겠다. 그러니 네가 무엇이든지 땅에서 매면 하늘에서도 매일 것이고, 네가 무엇이든지 땅에서 풀면 하늘에서도 풀릴 것이다.”)
- 마태 28,20 (“내가 너희에게 명령한 모든 것을 가르쳐 지키게 하여라. 보라, 내가 세상 끝 날까지 언제나 너희와 함께 있겠다.”)

### 중세
중세 시대와 르네상스 시대에 들어서면서, 교회는 네 가지 무류성을 갖는다고 인정되었다. 첫 번째는 전체 교회의 무류성, 두 번째는 주교단 전체의 무류성, 세 번째는 공의회의 무류성, 그리고 마지막으로 교황의 무류성이다.
최초로 공의회의 무류성에 관해 체계적으로 논의한 것은 9세기 신학자 Theodore Abu Qurra였다. 중세의 몇몇 신학자들은 신앙과 도덕에 관한 문제에 대한 교황의 무류성에 대해 논의하였으며, 그 가운데 특히 유명한 사람은 토마스 아퀴나스와 피에트로 올리비, 1330년의 가르멜회원인 주교 구이도 테레니이다. 이들의 주장은 제1차 바티칸 공의회에서 교황이 무류성의 카리스마를 행사할 수 있다는 것의 증거가 되었다.

### 믿을 교리로 선포
1870년 7월 18일 제1차 바티칸 공의회에서 한 표결을 통해 교황의 무류성과 수위권 교리를 담은 교황 비오 9세의 교의 헌장 《영원한 목자 (Pastor Aeternus)》가 최종 승인되었다. 헌장을 보면 교황의 무류성은 다음과 같이 정의되어 있다:
| “ | 로마 교황이 교황좌에서 선언할 때, 즉 모든 그리스도인의 목자요, 스승으로서 사도로부터 전해 내려오는 최고의 권위로써 신앙이나 도덕에 관한 교리를 온 교회가 믿어야 할 교리로 정의하고 선포할 때, 성 베드로를 통하여 그 후계자인 교황에게 약속된 하느님의 도우심에 의해 교황은 무류성을 지닌다. 하느님은 당신 교회가 신앙이나 도덕에 관한 교리를 결정할 때 이 은총을 내리신다. 따라서 교황이 교황좌에서 내린 교리에 관한 결정은 교회의 동의에 의해서가 아니라 그 자체로서 개정할 수 없는 것이다. (see Denziger §1839). | ” |
|   | — Vatican Council, Sess. IV , Const. de Ecclesia Christi, Chapter iv |   |

### 교황무류성의 예시
비신자뿐만이 아니라 가톨릭 신자들조차 교황무류성을 잘못 이해하는 경우를 자주 볼 수 있다. 그러한 사람들이 생각하는 가장 큰 오해는 ‘어떤 경우에라도 교황의 말과 행동에는 모두 잘못이 없으며, 이의를 제기할 수도 없다’는 것이다. 그러나 교황무류성은 위에서 설명한 바와 같이 매우 제한적인 조건을 첨부하고 나서야 선언할 수 있는 것이며, 실제로 교회의 역사를 뒤돌아볼 때 교황이 무류성을 행사한 적은 극히 드물며, 앞으로도 특별한 경우가 아니라면 그럴 일은 없을 것으로 보인다.
교회사 2000년 동안 교황무류성을 수반해 선언된 것은 1848년 교황 비오 9세의 원죄 없는 잉태 교의 선포와 1950년 교황 비오 12세의 성모 승천 교의 선포 이 두 번뿐으로 보인다. 덧붙여 둘 다 갑자기 교황 마음대로 선언한 것이 아니라 교회가 옛날부터 믿어오던 가르침(다만, 정식으로 교리로 채택되지 않았던 것)을 교황과 모든 주교들이 일치하여 내용을 정리한 다음 선언한 것이다.
위의 두 가지 예시를 제외하면, 근대 이후의 교황의 칙서나 반포 등에 교황무류성을 행사하며 선언한 것은 없다는 것이 일반적인 신학자들의 공통된 견해이다. 덧붙여 신학자 1985년 클라우스 샤츠의 견해와 1995년 Francis A. Sullivan의 견해에 따르면, 위의 두 가지 예시 외에도 다섯 개의 문서에 대해서도 교황무류성이 행사되었다고 한다. 이 견해에 따른다면 교황무류성은 지금까지 총 일곱 번을 행사한 것이 된다:
- Tome; 449년 칼케돈 공의회에서 교황 레오 1세가 플라비아누스에게 보낸 서신으로 단성론을 부인하였다.
- 교황 아가토의 서신; 제3차 콘스탄티노플 공의회에서 그리스도 안에는 두 의지가 있다는 교리를 확정하였다.
- Benedictus Deus; 1336년에 교황 베네딕토 12세가 반포한 헌장으로 사람이 죽으면 영혼은 육신과 떨어져 즉시 사심판을 거친 다음 종말의 때가 오면 부활한 육신과 도로 결합하여 공심판을 받는다고 하였다.
- Cum occasione; 1653년에 교황 인노첸시오 10세가 반포한 헌장으로 얀센주의자를 이단으로 정죄하였다.
- Auctorem fidei; 1794년에 교황 비오 6세가 반포한 칙서로 얀센주의자와 피스토이아 시노드를 반대하였다.
- Ineffabilis Deus; 1854년에 교황 비오 9세가 원죄 없는 잉태 교의를 반포하였다.
- Munificentissimus Deus; 1950년에 교황 비오 12세가 성모 승천 교의를 반포하였다.

교황청 당국에서는 어느 것이 교황무류성을 행사해 반포한 것인가를 공식적으로 발표하지는 않는다. 1998년 당시 신앙교리성 장관이었던 요제프 라칭거 추기경(훗날의 교황 베네딕토 16세)과 타르치시오 베르토네 추기경이 공동 저술한 Ad Tuendam Fidem을 보면 교황과 공의회가 내린 결정 가운데 무류성을 지닌 것으로 보이는 것들의 목록이 나와 있지만, 거기에서도 ‘이것이 완전히 맞는 것은 아니다’라는 주석이 달렸다. 어쨌든 간에, 교황보다는 공의회가 내린 결정에서 무류성을 행사한 것이 더 많다는 것은 틀림없다고 여겨진다.

## 개신교의 입장
개신교에서는 교황무류성을 비성경적이고 비 이성적인 주장이라고 비판하고 있다. 역대 교황들이 인간으로서 많은 실수와 과오를 저질렀기 때문이다.
교황도 인간이기 때문에 중세시대 일부 교황의 경우, 살인과 성직매매, 간음, 신성모독, 근친상간 등 온갖 악한 일을 저지르는 등 오류를 저지른다는 것이다.
특히 하나님의 성경에 대해서는 무오류성을 인정하지 않으면서 인간인 교황에게는 무오류를 주장하는 가톨릭에 대해 비판적 입장이다. 교황이 주교들의 도움을 받아 교회와 윤리에 대해 결정 한 것은 실은 하나님의 말씀에 의한 무오한 결정이 아니라 전문가들의 견해일 뿐이다. 믿어야 할 것과 그렇지 않는 것이 성경에서 나오는 것이 아니라 교황의 결정에서 나온다는 것은 인간의 생각을 절대화한 것이므로 성경 계시의 해석과 설명이라기 보다는 전문가들의 결정일 뿐이다. 따라서 개신교에서는 교황의 무류성을 인정하지 않고 있다.
교황의 무류성을 선포한 제 1차 바티칸 공의회에서도 많은 신학자들이 이 교리를 마리아의 원죄 없는 잉태와 연계해 반대했었다. 그러나 교황권의 강화를 위해 많은 반대에도 불구하고 이 교리를 확정선포한 것이다. 장 칼뱅은 교회의 무류성 주장에 강하게 비판하며 교회는 반드시 무오할 수 없다고 주장한다. 교회는 무오한 것이 아니라 성경이 무오하며 교회가 말씀의 진리에서 벗어나는 일은 있을 수 있다는 것이다. 교회가 무오하기 때문에 교황이 무오하다는 견해는 그래서 더욱 비성경적이다고 주장하고 있다.

## 토머스 홉스의 주장
토머스 홉스는 그의 대표적 저서 리바이어던에서 교황무류성을 비판했다.
홉스는 "예수 그리스도가 베드로에게 주겠다고 한 '하늘나라의 열쇠'는 베드로뿐만 아니라 모든 사도들에게 함께 준 것이며 베드로에게 준 것은 또한 동시에 그리스도교도로서 정치적 통치권자들인 최고의 목자들에게도 준 것이며 교황무오류설 역시 성경에 전혀 없는 내용으로 성경 무오류설이 전제 된다면 교황 무오류설은 말이 되지 않는다"고 비판했다.
또 교황의 보편적 권력을 옹호한 예수회의 로베르토 벨라르미노 추기경의 논의를 성경에 근거하여 일일이 논박하면서 다음과 같이 말했다.
"우리 구주는 교회지도자들에게 강제력을 넘겨준 일이 없다. 우리 구주가 그들에게 넘겨준 권력은 그리스도의 나라를 선포하고, 사람들이 그 나라에 복종하도록 설득하고, 하나님 나라에 들어가기 위해 어떻게 해야 하는지를 교시와 충고로써 가르치는 권력일 뿐이다. 그러므로 열두 사도와 기타 복음전도자들은 교사들이지 사령관이 아니며, 그들의 가르침은 법이 아니라 유익한 충고일 뿐이다."

## 일반 학계의 주장
퓰리처상을 수상한 미국의 역사학자이자 신학을 공부한 가톨릭 신자인 게리 윌스는 《교황의 죄》라는 책에서 유대인 소년 납치사건에 개입한 교황 비오 9세, 나치의 유대인 학살을 모른 체 한 비오 12세 등의 사례를 들며 교황 무류성의 허구를 지적했다.
스위스 출신의 세계적인 신학자이자 생존하는 종교계의 최고 지성이자 20세기 가장 위대한 신학자중 한명으로 꼽히는 한스 큉은 '교황 무류성을 비판하다 1979년 신학교수직을 박탈당했다. 한스 큉은 《가톨릭의 역사》에서 "시대의 변화를 외면한 채 교황은 오류가 없다는 ‘교황무류성’의 후광 아래 마치 하느님의 의지를 대변하는 양 경직된 입장을 취하는 교회에 대한 대중의 태도는 무관심을 넘어 적의를 보이기까지 하고 있다"고 지적한다.

## 사임한 교황의 무류성
교황 베네딕토 16세가 임기중 중도 사임한 이후 이 교황무류성은 혼란에 빠졌다는 지적도 있다. 과연 사임한 교황도 무류성을 주장 할 수 있는 가 하는 점 때문이다. 인터내셔널헤럴드트리뷴지는 2013년2월 19일 베네딕토 16세의 갑작스런 사임으로 교황의 지위를 둘러싸고 논란이 있다고 보도했다.
이 보도에서 워싱턴 소재 아메리카 가톨릭 대학의 켄 페닝턴 교수는 "신학적 견지에서 볼 때 한때는 오류가 있을 수 없다고 간주되던 사람이 어떻게 더는 그렇지 않을 수 있는가"라고 의문을 표했다. 학자들은 절대 권위의 교황이 별세가 아닌 사임으로 후임자에게 자리를 물려줌에 따라 필연적으로 교리의 권위가 좀더 모호해졌다고 지적했다.
옥스퍼드대의 디아메이드 맥컬록 교수는 "베네딕토 교황은 사임으로 (교황의) 무류성에 일부 균열을 가져왔다. 교리도 상대화될 수밖에 없다"고 말했다. 그러나 가톨릭교회는 사람이 무오류한 것이 아니라 교황좌에서 엄숙히 선포하는 행위만이 무오류할 뿐이라며 퇴임한 교황의 무류성 행사는 불가한 것으로 일축하고 있다.

## 같이 보기
- 제1차 바티칸 공의회
- 주권면제